# Verbrechen ohne Leidenschaft
Verbrechen ohne Leidenschaft (Originaltitel: Crime Without Passion) ist ein US-amerikanischer Kriminalfilm aus dem Jahr 1934 von Ben Hecht mit Claude Rains und Margo in den Hauptrollen. Der Film wurde von Paramount Pictures in den Verleih gebracht und basiert auf der Kurzgeschichte Caballero of the Law von Ben Hecht.

## Handlung
Drei Furien erheben sich aus dem Blut einer ermordeten Frau und fegen durch die Stadt über Schauplätze der Gewalt und Sünde. Rechtsanwalt Lee Gentry wird „Champion der Verdammten“ genannt, weil er Freisprüche für schuldige Kriminelle erreicht. Die Bezeichnung gefällt ihm jedoch, da er kein Gewissen in Bezug auf seine Arbeit hat und der Meinung ist, dass „das einzige Verbrechen, das mit dem Tod bestraft wird, Dummheit ist“. Ungeduldig, seine Beziehung mit der spanischen Tänzerin Carmen Brown zu beenden, heckt er einen Plan aus, um es so aussehen zu lassen, als hätte sie eine Affäre mit ihrem Ex-Freund Eddie White, und nimmt seine Beziehung mit der glamourösen Prominenten Katy Costello wieder auf.
Carmen ist verzweifelt über ihre Trennung und droht mit Selbstmord. Als Gentry sie besucht, steckt er heimlich ihre Pistole in seine Tasche. Carmen wurde von ihrer Freundin Buster Malloy auf Gentrys List aufmerksam gemacht und beschuldigt ihn des Betrugs, aber er bleibt ungerührt. Als er geht, wirft sich Carmen auf ihn, und im Kampf um die Waffe schießt Gentry versehentlich auf sie. Gentry glaubt, er hätte sie getötet, verliert seine Selbstgefälligkeit und sein „Alter Ego“ erscheint als Vision und führt ihn durch die Vertuschung des Mordes. Als das Telefon klingelt, nimmt Gentry ab und verändert seine Stimme, in der Hoffnung, den Anrufer davon zu überzeugen, dass Carmen in der Stunde ihres Todes einen neuen männlichen Besucher hatte. Er schmückt sein Alibi aus, indem er ins Kino geht und sich mit Buster trifft, um sich zu beschweren, dass er Carmen seit Tagen nicht erreichen konnte. Gentry kehrt zu Katy zurück und gesteht ihr seine Tat, da er weiß, dass sie diskret ist.
Nachdem er die Ermittler der Grand Jury überlistet hat, geht Gentry in Carmens Nachtclub, um seine Tarnung aufrechtzuerhalten, trifft sich aber mit Della, einer Freundin von Carmen, die ihn am Tag von Carmens Tod im Kino gesehen hat. Gentry wird nervös, und als Dellas Freund Eddie White auftaucht, erzählt sie ihm, dass Gentry sie belästigt hat. Eddie schlägt Gentry und im Fallen erschießt der Anwalt Eddie. Benommen sieht Gentry, wie Carmen mit ihrer Darbietung beginnt, während die Polizei ihn abführt, und erkennt, dass sie doch noch lebt. Auf der Polizeiwache lässt Gentrys bisheriges Verhalten gegenüber Eddie seine Erschießung wie einen vorsätzlichen Mord erscheinen. Gentrys neu entdecktes Gewissen rät ihm, sich das Leben zu nehmen, aber ein Polizist nimmt ihm die Waffe weg, bevor er abdrücken kann. Gentrys Gewissen verurteilt ihn als Feigling, während die Furien ihn auslachen.

## Hintergrund
Gedreht wurde der Film ab dem 21. Mai 1934 in New York.
Der Film beginnt mit dem Erhebung der Furien (gespielt von Dorothy Bradshaw, Frane Gilbert und Betty Sundmark), gefolgt von einer Texttafel: „Hinter den Träumen der Menschen lauern die Furien – die drei Schwestern des Bösen, die denen auf der Lauer liegen, die gefährlich und ohne Götter leben.“
Die Besetzungsliste erscheint im Vorspann vor dem Titel, alle anderen Nennungen erfolgen erst im Abspann, eine für die damalige Zeit ungewöhnliche Reihenfolge.
Im Mai 1934 reichte Paramount das Drehbuch bei der Motion Picture Association zur Genehmigung ein. Vincent G. Hart antwortete auf das Drehbuch mit einem Brief, in dem er darauf hinwies, dass der Film zwei große Mängel in Bezug auf den Production Code aufwies. Ein problematischer Punkt war die Darstellung von Gentry als Strafverteidiger, der ständig das Justizsystem überlistet, und der andere war die Andeutung, dass Gentry Carmen „behielt“, was durch den Schlüssel zu ihrer Wohnung belegt wurde. Die Tatsache, dass er sie dann verlässt, nur um eine weitere verbotene Romanze einzugehen, störte Hart ebenfalls. Ein weiterer Grund zur Sorge war die Tatsache, dass Gentry, nachdem er glaubt, Carmen getötet zu haben, Beweise seiner Fingerabdrücke entfernt, eine Aktion in Filmen, die von den Polizeibehörden missbilligt wird, so Hart.
Im Juni 1934 besuchte Hart das Filmset, um sich die Dreharbeiten zu einer Gerichtsszene anzusehen. Dort versicherte ihm Produktionsleiter Arthur Rosson, dass die ursprüngliche Erschießung von Carmen, die Hart als „grauenhaften Kampf“ beschrieb, in eine versehentliche Erschießung geändert worden sei und dass die Produktion große Anstrengungen unternommen habe, um die Beseitigung der Beweise mit Feingefühl zu handhaben. Nach einer Vorführung im Juli 1934 hielt Hart den Film immer noch für einen Verstoß gegen den Production Code.
In einem Brief an Paramount vom August 1934 führte Hart mehrere Verstöße gegen den Production Code an, die im Film festgestellt wurden: „Der Prolog betont unerlaubte sexuelle Beziehungen, die für die Handlungsmotivation unnötig sind und daher gegen den Code verstoßen“, insbesondere die Szene, in der ein „Geschäftsmann die Stenografin auf den Schoß nimmt, [die] Sequenz, in der sich der Mann in die Arme des Mädchens auf dem Bett legt, und die Szene mit der Frau auf der Couch.“ Darüber hinaus bemerkte er, dass „die Kostüme der Furien so leicht sind, dass sie eine vom Code verbotene unsittliche Entblößung darstellen“, und dass Szenen, in denen Gentry den Schlüssel zu Carmens Wohnung aus seinem Mantel zieht und einem Polizisten auf der Wache eine Waffe abnimmt, um sich damit umzubringen, ebenfalls nicht zulässig sind.
Charles MacArthur flog Anfang August nach Los Angeles und brachte persönlich eine Kopie des Films zu Joseph Breen, dem Direktor der MPA, zur Begutachtung. In einem Telegramm an Hart sagte Breen, dass er zwar Harts Entscheidungen unterstütze, aber glaube, dass der Film mit von Hecht und MacArthur genehmigten Änderungen gemäß dem Production Codes akzeptabel gemacht werden könne. Die erforderlichen Änderungen umfassten Streichungen aus dem Prolog und eine Änderung des ursprünglich geschriebenen Endes, in dem „Gentry“ sich auf der Polizeiwache umbringt, in ein Ende, in dem „das Gesetz über das Verbrechen und den Verbrecher triumphiert“. Mit diesen letzten Änderungen erhielt der Film die Genehmigung.
Slavko Vorkapich und seine Second Unit filmten Szenen von New York vom Empire State Building aus. Szenen des Finanzviertels entstanden vor dem Büro von JP Morgan Chase. Eine Biografie von Ben Hecht vermerkt, dass bei der Produktion, die 172.000 Dollar kostete (2024: 4 Millionen Dollar), 80.000 Fuß Film verwendet wurden. Oscar Levant gibt in seiner Autobiografie an, dass er einen Teil der Musik für diesen Film geschrieben hat, „nur die spröden, desillusionierten Teile, nicht die großen Stücke.“
Sowohl Margo als auch Whitney Bourne und Esther Dale gaben ihre Filmdebüts.
Ben Hecht gab gleich drei Debüts: als Schauspieler, Regisseur und Produzent.

## Veröffentlichung
Die Premiere des Films fand am 17. August 1934 statt. In der Bundesrepublik Deutschland wurde er am 16. Juni 1980 im deutschen Fernsehen ausgestrahlt.

## Kritiken
Der Filmkritiken-Aggregator Rotten Tomatoes hat in einer Auswertung von acht Kritiken eine Zustimmungsrate von 100 Prozent errechnet. Das Publikumsergebnis hat sich bei 44 Prozent positiver Bewertungen eingependelt.
Die zeitgenössische Kritik fiel positiv aus. So sah Mordaunt Hall von der The New York Times in dem Film eine einzigartige filmische Leistung, in der kluge Dialoge mit spannender Action verschmelzen. Es sei ein Drama, das mit ausgeprägter Originalität gesegnet und mit vollendeter Kunstfertigkeit fotografiert sei. Und nicht zuletzt sei es ein großer Vorteil, dass Claude Rains die Hauptrolle spiele. Die Variety zeigte sich erfreut über 70 Minuten spannender Unterhaltung, in denen Claude Rains sehr intelligent spiele. Otis Ferguson schrieb im Magazin The New Republic, das Interessante sei, dass die Autoren Witz und Weisheit in ein Medium gebracht haben, dem es zumindest an letzterem mangelt. Auch dass einige der Situationen eine Bedeutung haben und einige Dialoge eine Schärfe aufweisen, die in den üblichen Drehbüchern nicht zu finden seien, hob er hervor. Im Magazin Vanity Fair schrieb Helen Brown, der Film sei eine wunderschöne und spannende Fotografie, durchweg belebt durch eine Regie, die ein intensives Gespür für dramatische Werte zeige, eine definitiv überlegene Intelligenz.  Auch Paul Rotha äußerte sich im Magazin Cinema Quarterly positiv. Das Autorenteam Hecht-MacArthur beweise, dass gute Filme mit einem Höchstmaß an Intelligenz mit einem Minimum an Zeit und Kosten gemacht werden können.
Das Lexikon des internationalen Films schrieb: „Bemerkenswert gestalteter Kriminalfilm: eines der thematisch und formal interessantesten Beispiele des "film noir".“

## Auszeichnungen
Der Film wurde 1934 vom National Board of Review in die Top-Ten-Liste aufgenommen.